# Willebrord Snel van Royen
Willebrord Snel van Royen (latin nevén Willebrord Snellius, angol nyelvterületen Snell, német nyelvterületen Willebrord van Roijen Snell; Leiden, 1580. június 13. – Leiden, 1626. október 30.) holland csillagász és matematikus, aki először adott részletes matematikai magyarázatot a fénytörés jelenségére, ami most Snellius–Descartes-törvényként ismert.
Előtte ugyanezt a törvényt vizsgálta már Ptolemaiosz és a középkorban Witelo is, de megfelelő matematikai eszközök (trigonometrikus függvények) hiányában csak táblázatokat tudtak összeállítani, a matematikai egyenletet nem ismerték fel. A háromszögelés eljárásának kidolgozását is neki tulajdonítják.

## Élete
Szülei a leideni matematikaprofesszor Rudolph Snel van Royen (Rudolph Snellius) és az Oudewaterből származó Machteld Cornelisdochter voltak. A leideni egyetemen tanult jogot, de a matematika jobban érdekelte. Magánórákat vett matematikából a leideni egyetemen tanító Ludolph van Ceulentől, és helyettesítette apját az egyetemi előadásain. 1600-tól több európai országban is élt és tanult, többek között a würzburgi Adrian van Roomen matematika- és orvosprofesszornál, aki bemutatta Prágában Tycho Brahe-nak. Segédkezett Brahe csillagászati megfigyeléseinél, és ott találkozott Johannes Keplerrel, aki Brahe segédje volt. Brahe 1601-ben elhunyt. Snel 1602-ben egy rövid időre visszatért Leidenbe, majd 1603-tól Párizsban tanult jogot, de csillagászattal és matematikával is foglalkozott. 1608-ban befejezte tanulmányait, és még abban az évben összeházasodott Maria de Langhe-val. Több mint hét gyermekük született, de közülük csak három érte el a felnőttkort. Apja segédje lett Leidenben, majd annak halála után 1613-ban Snel vette át apja helyét mint matematikaprofesszor, bár csak 1615-től lett formálisan is teljes jogú professzor. 1626-ban halt meg kólikában. A leideni Pieterskerk templomban helyezték végső nyugalomra.

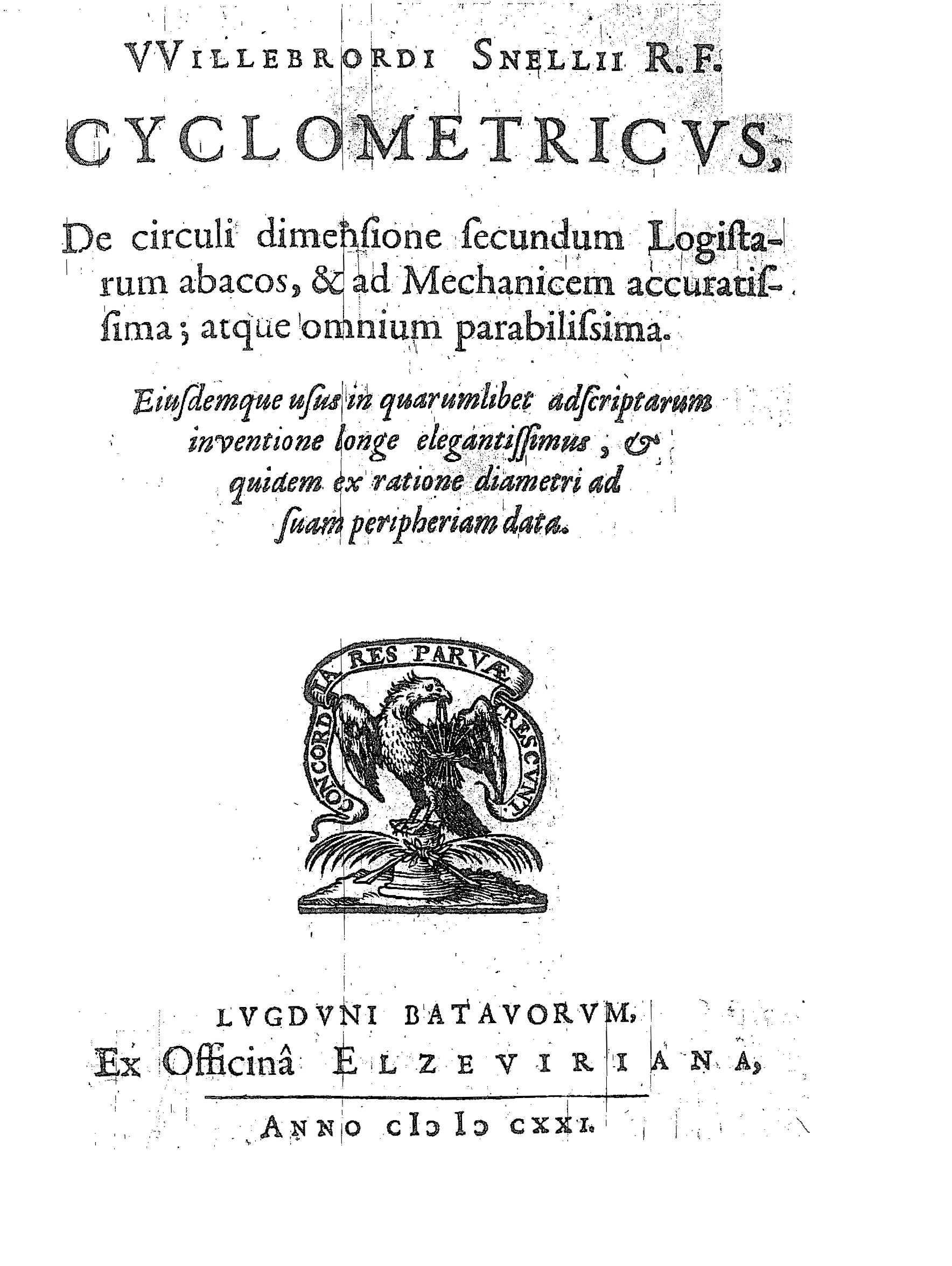
Cyclometricus, 1621

## Munkássága

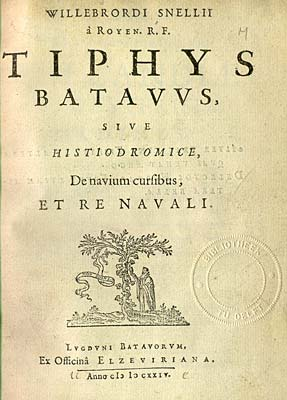
Tiphys Batavus (címlap)

Ő volt a kiadója, fordítója és magyarázója Petrus Ramus, Ludolph von Ceulen és Simon Stevin munkáinak és a pergai Apollóniosz elveszett, de általa helyreállított műveinek.
1615-ben kidolgozta a háromszögelés módszerét a földmérés számára. Ebben a kérdésben elsőségét gyakran vitatják, és Gemma Frisius vagy Christoph Bühler neve is felmerül. Módszerével a Föld sugarát is meghatározta, ahogyan azt az 1617-ben megjelent Eratosthenes Batavus című művében leírta.
Szerkesztőként kiadta IV. Vilmos hessen-kasseli tartománygróf csillagászati feljegyzéseit, amiben az egész arisztotelészi világképet kritizálta, de nem volt a kopernikuszi heliocentrikus világkép követője sem. A világot úgy látta inkább, mint Petrus Ramus vagy Tycho Brahe, akik szerint a Föld a világegyetem központja.
Az 1621-ben megjelent Cyclometricus, de circuli dimensione című könyvében pontosította Arkhimédész sokszögmódszerével megadott π értékét 7 tizedesjegyre.

## Emlékezete
Egy holdkráter róla kapta a nevét.
A Holland Királyi Haditengerészet három hajója viseli, illetve viselte a nevét (beleértve a jelenleg is ezen a néven szolgáló hajót).

## Fordítás
Ez a szócikk részben vagy egészben  a   Willebrord Snellius című angol Wikipédia-szócikk ezen változatának fordításán alapul.  Az eredeti cikk szerkesztőit annak laptörténete sorolja fel. Ez a jelzés csupán a megfogalmazás eredetét és a szerzői jogokat jelzi, nem szolgál a cikkben szereplő információk forrásmegjelöléseként.
Ez a szócikk részben vagy egészben  a   Willebrord van Roijen Snell című német Wikipédia-szócikk ezen változatának fordításán alapul.  Az eredeti cikk szerkesztőit annak laptörténete sorolja fel. Ez a jelzés csupán a megfogalmazás eredetét és a szerzői jogokat jelzi, nem szolgál a cikkben szereplő információk forrásmegjelöléseként.